# Mylothris phileris
Mylothris phileris is een vlindersoort uit de familie van de Pieridae (witjes), onderfamilie Pierinae.
Mylothris phileris werd in 1833 beschreven door Boisduval.